# San Martín de Turumbán
San Martín de Turumbán es una población de Venezuela ubicada a orillas del río Cuyuní, en la parroquia Dalla Costa del municipio Sifontes del estado Bolívar, localizada a 3 kilómetros de la isla Anacoco y frente a la zona en disputa entre Guyana y Venezuela conocida como Guayana Esequiba.

## Historia
El pueblo akawaios dominaba la región comprendida entre la Guayana Esequiba y el estado Bolívar. El territorio de Guayana Esequiba es el territorio donde este pueblo arahuaco conformó en sí una nación amerindia dentro de este territorio en disputa, la cual chocó con los interés de los afrodescendientes (negros) guyaneses, quienes, por intermedio del poder británico en la zona, se apoderaron del territorio. Esto trajo como consecuencia la transculturización de sus descendientes, quienes adoptaron, por obligación el inglés, dado que les fue prohibido hablar la lengua nativa, el arahuaco. De hecho, considerándose ciudadanos venezolanos, los amerindios iniciaron en el año 1969 lo que fue denominado la “Revuelta de Rupununi”, cuando estos indígenas proclamaron su independencia del gobierno guyanés, declarando la liberación del Esequibo, fueron repelidos y expulsados del territorio en cuestión, exiliándose en Venezuela y Brasil e instalándose en el estado Bolívar formando comunidades en el municipio Sifontes y el municipio Gran Sabana donde se radicaron, formando comunidades bilingües, inglés-español, como San Flaviano, San Martín de Turumbán y Araymatepuy, entre otras. Donde nuevamente sufrieron otra transculturización idiomática, esta vez por el español.